# Cotarsina maxima
Cotarsina maxima är en fjärilsart som beskrevs av Köhler 1961. Cotarsina maxima ingår i släktet Cotarsina och familjen nattflyn. Inga underarter finns listade i Catalogue of Life.